# هیت‌کلیف (بلندی‌های بادگیر)
هیت‌کلیف (به انگلیسی: Heathcliff) یک شخصیت داستانی در رمان بلندی‌های بادگیر اثر امیلی برونته است، که در سال ۱۸۴۷ منتشر شد. به دلیل شهرت و محبوبیت همیشگی رمان، او اغلب به عنوان کهن الگو ضد قهرمان شکنجه‌شده در نظر نظر گرفته می‌شود که خشم، حسادت در او رخنه کرده و به همین واسطه اطرافیانش را نابود می‌کند. به‌طور خلاصه، قهرمان بایرونی.
او به دلیل عشق جوانی‌اش به کاترین ارنشاو، بیشتر به خاطر یک قهرمان رمانتیک شناخته می‌شود تا آخرین سال‌های انتقامش در نیمه دوم رمان، که در طی آن تبدیل به مردی تلخ و تسخیر شده و برای تعدادی از حوادث شد. در اوایل زندگی اش نشان می‌دهد که او از ابتدا فردی ناراحت و گاه بدخواه بوده‌است. ماهیت پیچیده، مسحورکننده، جذب کننده و در کل عجیب و غریب او، او را به شخصیتی کمیاب تبدیل می‌کند که عناصر قهرمان و شرور را در خود جای داده‌است.